# Korka Fall
Pour les articles homonymes, voir Fall.
Korka Fall, née le 19 février 1990, est une footballeuse internationale sénégalaise jouant au poste d'attaquante ou de milieu de terrain.

## Carrière

### Carrière en club
Korka Fall est formée aux Dorades de Mbour. Après avoir émigré en Suède, elle rejoint le Zaragoza CFF en Espagne en avril 2010, devenant ainsi la première joueuse africaine évoluant en Championnat d'Espagne. Elle retourne dans son club formateur en 2012 où elle est sacrée championne de deuxième division.
Elle termine meilleure buteuse de première division avec les Aigles de la Médina en 2022.
Elle rejoint l'AS Dakar Sacré-Cœur en 2023.
En 2024, elle rejoint le Stade Malherbe Caen. Elle prolonge d'une année supplémentaire durant la préparation de la CAN féminine.

### Carrière internationale
Korka Fall fait partie de l'équipe du Sénégal participant au Championnat d'Afrique 2012. Elle est la vice-capitaine de la sélection quart-de-finaliste de la Coupe d'Afrique des nations 2022 ; elle inscrit lors de cette édition son premier but en phase finale de CAN, contre le Burkina Faso.
Elle est la capitaine de l'équipe du Sénégal vainqueur du Tournoi féminin de la zone A de l'UFOA en 2023 ; elle inscrit le seul but de la finale contre le Cap-Vert.